# Linaria hepatica
Linaria hepatica là một loài thực vật có hoa trong họ Mã đề. Loài này được Bunge mô tả khoa học đầu tiên năm 1829.